# شاون فرانسيس
شاون فرانسيس (بالإنجليزية: Shaun Francis)‏ (2 أكتوبر 1986 في جامايكا - ) هو لاعب كرة قدم جامايكي في مركز الدفاع. شارك مع منتخب جامايكا لكرة القدم. أما مع النوادي، فقد لعب مع سان خوسيه إيرثكويكس وشيكاغو فاير وكولومبوس كرو وCharlotte Eagles ‏ وIndiana Invaders ‏ وThunder Bay Chill ‏.

## وصلات خارجية
- شاون فرانسيس على موقع الدوري الأمريكي (الإنجليزية)
- شاون فرانسيس على موقع قاعدة بيانات كرة القدم.إي يو (الإنجليزية)
- شاون فرانسيس على موقع ناشيونال فوتبول تيمز (الإنجليزية)
- شاون فرانسيس على موقع Soccerway.com (الإنجليزية)
- شاون فرانسيس على موقع عالم كرة القدم.نت (الإنجليزية)
- شاون فرانسيس على موقع AS.com (الإسبانية)